# Birthe Blom
Birthe Blom (1982) is een Nederlands violiste.

## Opleiding
Blom begon haar vioolstudie bij Rudolf Zwartjes. Toen ze 13 was werd ze toegelaten tot het Conservatorium van Amsterdam bij Jan Repko en Lex Korff de Gidts. Ook kreeg ze, ondersteund door de Voorziening voor Excellerende Jonge Musici, les van Herman Krebbers. Van 2005 tot 2009 studeerde Blom in Lausanne, Zwitserland bij Pierre Amoyal aan het Conservatoire de Lausanne. In 2007 behaalde ze er cum laude zowel het Diplôme de Soliste als haar Postgrad-diploma, toegekend door een internationale jury.

## Activiteiten
Blom speelde in heel Europa en Japan, zowel in recitals als solistisch met orkesten, waaronder het Radiosymfonie Orkest, het Residentie Orkest,  het Orkest der lage Landen, Camerata de Lausanne, de Radio Kamer Philharmonie en l’ Orchestre de Chambre de Lausanne onder leiding van dirigenten als Jurjen Hempel, Martin Panteleev en Jaap van Zweden.
In 2013-2015 was Birthe Blom aangesteld als plaatsvervangend 1e concertmeester (premier violon solo) van het Orchestre Philharmonique de Monte Carlo. Zij speelt als duo kamermuziek met de pianiste Klara Würtz en treedt op als soliste met orkesten. Birthe Blom maakt deel uit van het Helix strijktrio met Joël Waterman (altviool) en Amber Docters van Leeuwen (cello). Blom is sinds 2007 artistiek leider van Kamermuziekfestival Hoorn, dat jaarlijks plaatsvindt in het laatste weekend van oktober en het eerste weekend van november.
Zij bespeelt de ex Paul Godwin Stradivarius en hanteert daarbij de Sartory-strijkstok van Herman Krebbers, haar beide ter beschikking gesteld door het Nationaal Muziekinstrumenten Fonds.
Birthe Blom nam cd’s met kamermuziek op voor de labels Edelrecords (duo met Christospher Devine (piano)) en Hungaroton (duo en trio met Martin Tchiba (piano) en Ditta Rohmann (cello)).

## Prijzen en onderscheidingen
- 1995 1e prijs Concours voor Jong Muziektalent.
- 1999 1e prijs Davina van Wely Vioolconcours (nu: Nederlands Vioolconcours, categorie Davina van Wely)
- 2001 Kersjes van de Groenekan Prijs
- 2001 1e prijs nationale finale Prinses Christina Concours
- 2005 1e prijs Oskar Back Vioolconcours (nu: Nederlands Vioolconcours, categorie Oskar Back)
- 2010 prijs tijdens de Sommerakademie van het Mozarteum (als enige van 174 violisten)
- Met de pianist Christopher Devine won ze de 1e prijs (The European Music Prize), de Hindemithprijs en de prijs voor het beste duo tijdens het internationale concours van de EMCY voor winnaars van landelijke concoursen.